# سيمنز وهالسكه T52

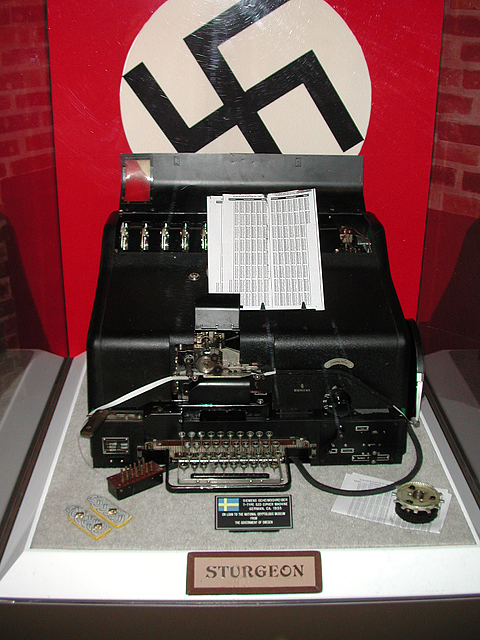
عرض "STURGEON" في المتحف الوطني للتعمية بالولايات المتحدة.

سيمنز وهالسكه ت52، والمعروفة أيضاً باسم «المبرقة الكاتبة السرية»، هي آلة تعمية سرية ألمانية استُخدمت في الحرب العالمية الثانية وأنتُجت بواسطة شركة الهندسة الكهربائية سيمنز وهالسكة، وقد أُطلق على هذه الأداة وإشاراتها الخاصة الاسم الحركي «حفشية» من قبل محللي شيفرات المملكة المتحدة.
استخدم كل من لوفتفافه والبحرية الألمانية جهاز التعمية ت52 الذي يدعم الماكينات الثقيلة والمبرقة الكاتبة وما يصاحبها من دارات كهربائية ثابتة؛ على الرغم من استخدام الوحدات الميدانية لجهاز التعمية إنجما، وقد قام هذا الجهاز بدور مشابه لدور أجهزة «تعمية لورنز» في الجيش الألماني.
أطلق محللو شيفرات حديقة بلتشلي البريطانيون على الشيفرات الصادرة عن المبرقة الكاتبة الألمانية أسماء حركية لأنواع أسماك، وأعطوا أنظمة الشيفرات الفردية مزيداً من الأسماء الحركية: سُمّيت شيفرة ت52 باسم سمكة «الحفشية»، وشيفرة جهاز لورنز باسم سمكة «التونا».

## العملية
تبعث أجهزة المبرقة الكاتبة كل حرف على شكل خمسة بتات متوازية على خمسة خطوط؛ تُعمَّى عادةً بواسطة كود بودو أو كود مشابه له، كما تمتلك عشرة قَطِعات تتحرك بطريقة معقدة غير خطية بناءً على نماذج لاحقة حددت مواقعها وفق حالات تأخير مختلفة من الماضي، وبطريقة لم يتمكنوا من تعطيلها أبداً.
طُبقت «العملية xor» على كل بت من بتات النص المُجرد الخمسة؛ بمجموع ثلاث نقرات من قبل القَطِع على كل بت، وبُدّلت الأزواج المتجاورة من بتات النص المُجرد بشكل دوري أو بقيت على حالها؛ وذلك وفقاً لعملية xor التي تُخرج ثلاث بتات مختلفة، كما كانت أعداد الدبابيس الموجودة على جميع العجلات أولية نسبياً، وتم اختيار ثلاثة أجزاء من البتَّات التي تتحكم بالعملية xor أو تم التبادل من خلال لوحة توصيل.
أنتج هذا الأمر تعميةً أكثر تعقيداً بكثير من جهاز لورنز، والذي يعني أن جهاز تعمية ت 52 ليس مجرد مُولّد لأعداد شبه عشوائية ولشيفرة العملية xor، فإذا أخطأ موظف التعمية على سبيل المثال وأرسل رسالتين مختلفتين باستخدام نفس الإعدادات تماماً -بعمق اثنين في لغة بلتشلي التعموية- سيصبح من الممكن اكتشاف هذا الخطأ بشكل إحصائي، الأمر الذي لم يكن قابلاً للحل بشكل فوري وبسيط وفق لورنز.

## النماذج
أنتجت شركة سيمنس العديد من الإصدارات غير المتوافقة مع بعضها في الغالب مثل «ت52 أ» و«ت52ب»، وقد كانت تختلف عن بعضها فقط في تخميد الضجيج الكهربائي، كما أنتجت «ت52س» و«ت52د» و«ت52ي»، في حين أن الصيغ البرمجية ل «ت52 أ/ب» و«ت52 س» كانت ضعيفة، على عكس آخر نموذجين اللذان يُعتبران الأكثر تطوراً؛ حيث كانت حركة القطِعات فيهما متقطعة، وكان القرار يدور حول وجوب أو عدم وجوب دفع القطعات إلى الأمام بواسطة دارات منطقية تتحكم بها، لتأخذ قاعدة بياناتها من دارة العجلات نفسها.
قُضي بالإضافة إلى ذلك على العديد من العيوب النظرية التي من ضمنها بعض العيوب الدقيقة، مثل القدرة على إعادة ضبط المفاتيح الأساسية إلى نقطة ثابتة؛ مما أدى إلى إعادة استخدام المفاتيح الأساسية بواسطة مشغلي الأجهزة غير المنضبطين.

## تحليل الشيفرات
بدأ الألمان بعد احتلال الدنمارك والنرويج في استخدام دارات تحكم عن بعد للمبرقة الكاتبة؛ والتي كانت تُشغل من السويد. استغلت السويد خط النقل على الفور، وكسر الرياضياتي وعالم التعمية آرني بيرلنج في مايو عام 1940 النموذجين الأقدم في غضون أسبوعين؛ وذلك باستخدام الورقة والقلم فقط (عُرض هذا الإنجاز في وقت لاحق من قبل ويليام توماس بيل توتي في حديقة بلتشلي باستخدام جهاز لورنز لتحليل الشيفرات المُستخدم من قبل القيادة العليا الألمانية).
قامت شركة هاتف إريكسون بتصنيع عدد من آلات ت52 المتماثلة، والتي تستطيع فك تعمية الرسائل بمجرد العثور على الإعدادات الرئيسية يدوياً، ولم يكتفِ السويديون بقراءة حركة بيانات النظام لمدة ثلاثة سنوات بين برلين وأوسلو، بل أيضاً بين ألمانيا والقوات الألمانية في فنلندا، والسفارة الألمانية في ستوكهولم بالطبع.
اعترض السويديون بالمجمل 500,000 رسالة ألمانية؛ وفكوا تعمية 350,000 منها، ولكن أصبح الألمان بسبب الضعف الأمني للسويديين على دراية بالأمر في نهاية المطاف، وتغلبوا على التحسين الذي أجراه السويديون على ت52 عام 1942، ولم يُجر تطوير آخر للآلة بعد منتصف عام 1943 وانتهى تدفق الرسائل الألمانية المُعَمَّاة.
رصد البريطانيون لأول مرة حركة بيانات جهاز تعمية ت52 في صيف وخريف عام 1942 تربط بين صقلية وليبيا؛ وأُطلق عليها اسم «حفشية»، وحركة بيانات أُخرى من بحر إيجه إلى صقلية؛ وأُطلق عليها اسم «إسقمري».
اعتاد المشغلون من كلا الطرفين استخدام نفس إعدادات الجهاز لتعمية عدة رسائل، مما أدى إلى إنتاج أعداد كبيرة من الأعماق، وقد تم تحليل هذه الأعماق بواسطة مايكل كروم.
اخترق محللو شيفرات حديقة بلتشلي البريطانيون شيفرة «الحفشية»، إلا أنهم لم يكسروها كما كسروا «إنجما» أو «تونا»، وقد كان اختراقاً جزئياً لأن جهاز التعمية ت52 كان الأعقد بين الأنواع الثلاثة، ولأن سلاح الجو الألماني كان غالباً ما يعيد إرسال رسائل «الحفشية» باستخدام الشيفرات السهلة المُهاجمة (أو المكسورة بالفعل)، الأمر الذي جعل من غير الضروري مُهاجمة «الحفشية».